# Звезда спектрального класса G

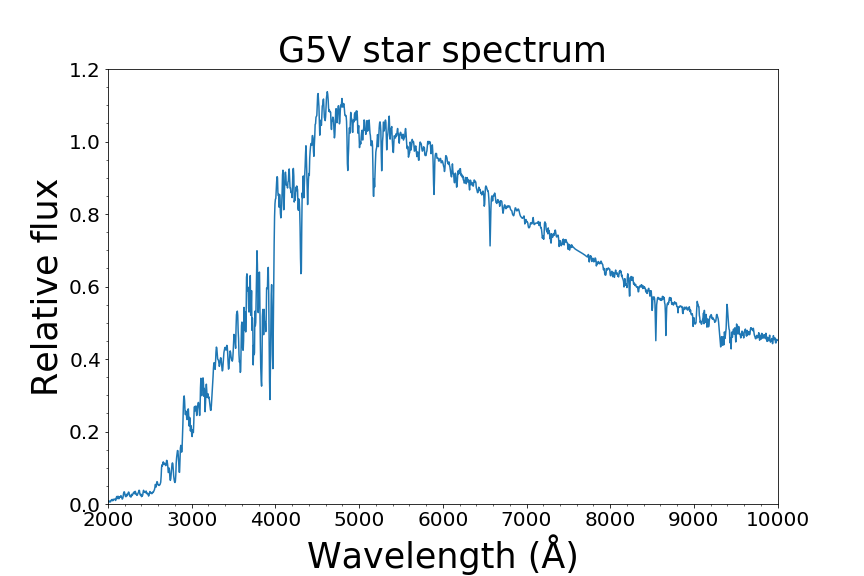
Спектр звезды класса G5V

Звёзды спектрального класса G имеют температуры поверхности от 5000 до 6000 K и жёлтый цвет. В спектрах таких звёзд видны линии металлов, в первую очередь ионизованного кальция, а линии водорода видны, но не выделяются на фоне остальных. С физической точки зрения класс G довольно разнороден и включает в себя различные звёзды населения I и населения II. К классу G относится Солнце.

## Характеристики
К спектральному классу G относятся звёзды с температурами 5000—6000 K. Цвет звёзд этого класса — жёлтый, показатели цвета B−V составляют около 0,6m.
Наиболее отчётливо в спектрах таких звёзд видны линии металлов, в частности, железа, титана и в особенности фраунгоферовы линии H и K иона Ca II. Наблюдаются линии молекулы CH, а в спектрах звёзд-гигантов могут быть видны линии циана. Линии водорода слабы и не выделяются среди линий металлов. Линии металлов усиливаются к поздним спектральным подклассам.

### Подклассы
Линии H и K иона Ca II достигают максимума интенсивности в подклассе G0, но их трудно использовать для определения подкласса, поскольку их интенсивность в классе G слабо меняется с температурой. Линии водорода заметно ослабевают к поздним подклассам, а линии различных нейтральных металлов усиливаются. Таким образом, для определения подкласса могут использоваться линии Ca I, Fe I или Mg I сами по себе, либо отношение их интенсивностей к интенсивности линий водорода: например, Fe l λ4046 к бальмеровской линии Hδ. Для определения температуры и подкласса химически пекулярных звёзд могут сравнивать интенсивности линий Cr I с линиями Fe I, поскольку содержание хрома обычно связано с содержанием железа даже для звёзд с аномальным химическим составом.

### Классы светимости
Абсолютные звёздные величины звёзд главной последовательности класса G5 составляют 5,2m, у гигантов того же класса ― 0,4m, у сверхгигантов ― ярче −3,9m (см. ниже).
Звёзды класса G различных классов светимости возможно различать спектроскопическими методами: с повышением светимости у звёзд класса G усиливаются линии Sr II и линии циана. Наиболее эффективное разделение классов светимости дают линии Y II не только из-за того, что они значительно усиливаются с ростом светимости, но и из-за того, что на соотношение интенсивностей Y II к Fe I практически не влияют аномалии химического состава звёзд. Также в спектрах ярких звёзд для линий H и K иона Ca II имеет место эффект Вилсона ― Баппа, при котором в центре линии поглощения наблюдается слабая эмиссия.

### Дополнительные обозначения и особенности
Гиганты класса G иногда оказываются химически пекулярными: в результате конвекции на поверхности может оказываться то вещество, которое звезда в прошлом выработала в недрах. Это может быть углерод или элементы, возникающие при s-процессе. Встречаются звёзды с аномально сильными, либо, наоборот, слабыми линиями циана; в последнем случае особо слабыми могут быть линии молекулы CH, что объясняется тем, что из углерода в первую очередь образуются молекулы CN, а не CH. Существует подкласс бариевых звёзд: в них особо сильны линии Ba II и часто усилены линии Sr II и CN, а также, в меньшей степени, Y II и CH. Такой набор элементов может указывать на то, что они попадают на поверхность в результате вычерпывания во время стадии асимптотической ветви гигантов. В то же время, встречаются и бариевые звёзды главной последовательности, для которых такой сценарий невозможен, но для них аномалии химического состава могут объясняться обменом веществом в двойной системе. Наконец, звёзды класса G могут принадлежать к экстремальному населению II (см. ниже) и содержать очень малое количество тяжёлых элементов, из-за чего в спектре наблюдается очень малое число линий.
В любом случае для описания химической пекулярности используются индексы, содержащие информацию об элементе, аномалии в содержании которого наблюдаются, и числа, характеризующие величину аномалии. Например, индекс Ba 2+ и означает сильные линии бария, а индексы CH−2 и CH−3 ― слабые линии CH, причём во втором случае ― более слабые, чем в первом.

### Физические характеристики

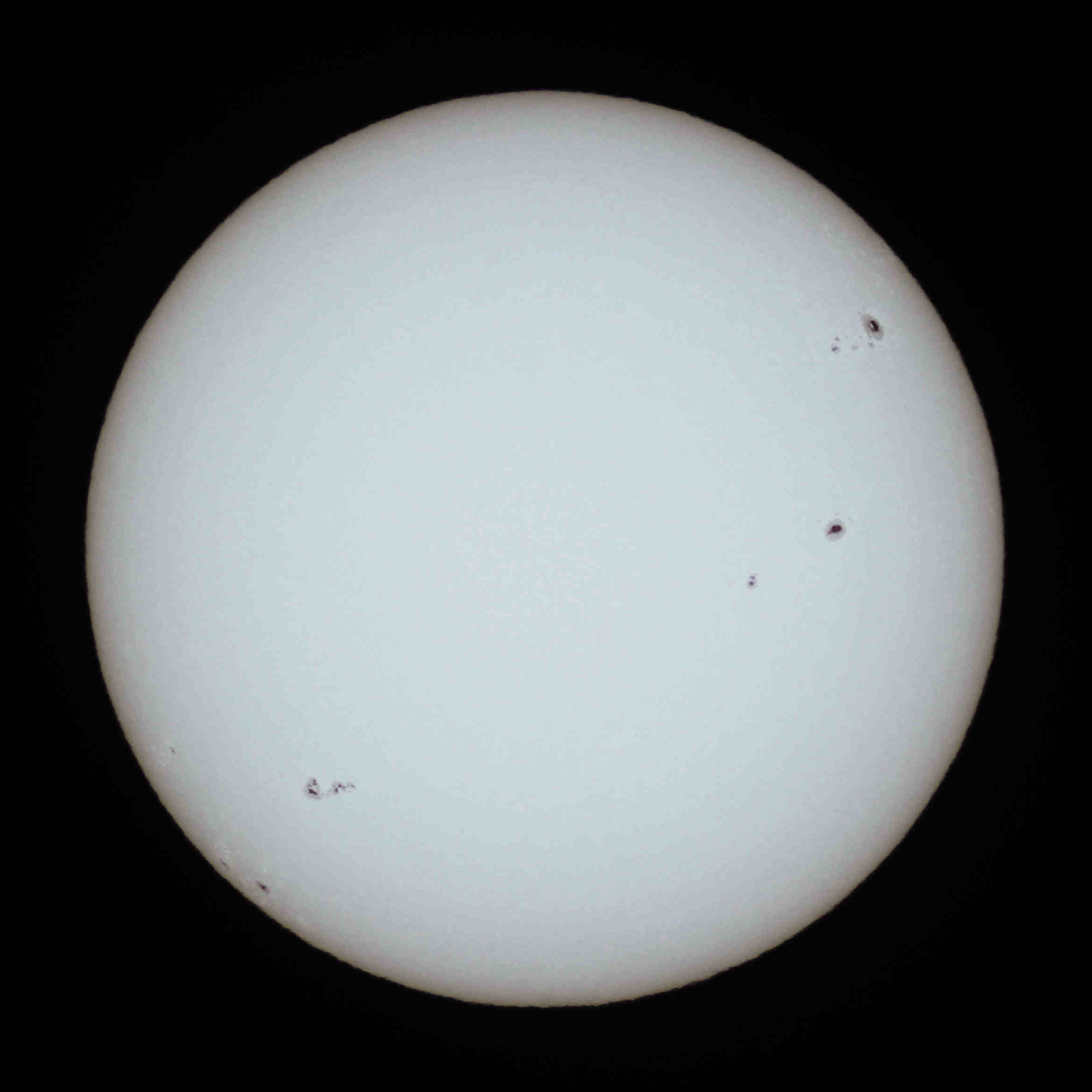
Солнце — звезда класса G

Спектральный класс G является достаточно разнородным с точки зрения физических параметров звёзд. Например, жёлтые карлики — звёзды главной последовательности класса G, имеют массы 0,8—1,1 M⊙, светимости в диапазоне приблизительно от 0,4 до 1,5 L⊙ и живут около 10 миллиардов лет или дольше. Такие звёзды могут относиться как к населению I, так и к более старому и бедному металлами населению II, и, возможно, к гипотетическому населению III, который должен состоять из самых первых звёзд Вселенной. Жёлтые карлики — одни из основных целей поиска внеземных цивилизаций в программах SETI.
Гиганты и сверхгиганты класса G представлены различными типами звёзд. Например, звёзды красной части горизонтальной ветви — это гиганты класса G, относящиеся к населению II, а звёзды красного сгущения относятся к населению I. Сверхгигантами могут быть как массивные, проэволюционировавшие звёзды, так и маломассивные звёзды, сошедшие с асимптотической ветви гигантов. Гиганты и сверхгиганты класса G могут проявлять переменность как цефеиды или как звёзды типа RV Тельца.
Звёзды класса G составляют 7,3 % от общего числа звёзд Млечного Пути. Их доля среди наблюдаемых звёзд больше: например, в каталоге Генри Дрейпера, включающем в себя звёзды с видимой звёздной величиной до 8,5m, около 14 % звёзд относятся к классу G.
| Спектральный класс | Абсолютная звёздная величина, m | Абсолютная звёздная величина, m | Абсолютная звёздная величина, m | Температура, K | Температура, K | Температура, K |
| Спектральный класс | V                               | III                             | I                               | V              | III            | I              |
| ------------------ | ------------------------------- | ------------------------------- | ------------------------------- | -------------- | -------------- | -------------- |
| G0                 | 4,4                             | 0,6                             | −4,1…−8,0                       | 5900           | 5800           | 5590           |
| G1                 | 4,5                             | 0,5                             | −4,1…−8,0                       | 5800           | 5700           | 5490           |
| G2                 | 4,7                             | 0,4                             | −4,0…−8,0                       | 5750           | 5500           | 5250           |
| G3                 | 4,9                             | 0,4                             | −4,0…−8,0                       |                |                |                |
| G4                 | 5,0                             | 0,4                             | −3,9…−8,0                       |                |                |                |
| G5                 | 5,2                             | 0,4                             | −3,9…−8,0                       | 5580           | 5200           | 5000           |
| G6                 | 5,3                             | 0,4                             | −3,8…−8,0                       |                |                |                |
| G7                 | 5,5                             | 0,3                             | −3,8…−8,0                       |                |                |                |
| G8                 | 5,6                             | 0,8…−0,4                        | −3,7…−8,0                       | 5430           | 4950           | 4700           |
| G9                 | 5,7                             | 0,8…−0,4                        | −3,7…−8,0                       | 5350           |                |                |

## Примеры
Солнце — центральная звезда Солнечной системы, ближайшая к Земле и самая яркая для земных наблюдателей — жёлтый карлик класса G2V. Следующая по близости звезда класса G — Альфа Центавра A, удалённая на 1,34 парсека (4,37 световых года). Она же является и ярчайшей звездой этого класса на ночном небе: её видимая звёздная величина составляет 0,00m.
Кроме того, к карликам класса G относится, например, Каппа¹ Кита (G5V). К гигантам относится Каппа Близнецов (G8III-IIIb), а к сверхгигантам — Эпсилон Близнецов (G8Ib).
| Спектральный класс | Класс светимости     | Класс светимости | Класс светимости  |
| Спектральный класс | V                    | III              | I                 |
| ------------------ | -------------------- | ---------------- | ----------------- |
| G0                 | Бета Гончих Псов     | 81 Рыб           | Бета Водолея      |
| G2                 | Солнце               |                  | Альфа Водолея     |
| G3                 | 16 Лебедя B          | HR 4742          |                   |
| G4                 | 70 Девы              |                  |                   |
| G5                 | Каппа¹ Кита          |                  | 9 Пегаса          |
| G8                 | 61 Большой Медведицы | Виндемиатрикс    | Эпсилон Близнецов |
| G9                 |                      | Дельта Феникса   |                   |

### Комментарии
1. ↑  Римская цифра после обозначения элемента означает его степень ионизации. I — нейтральный атом, II — однократно ионизованный элемент, III — дважды ионизованный, и так далее.
2. ↑  Более ранние и более поздние подклассы включают в себя звёзды, соответственно, более высокой и более низкой температуры. Чем больше число, обозначающее подкласс, тем он позднее.
3. ↑  В подобной записи после λ идёт длина волны исследуемой линии в ангстремах.